# Palais de la Bourse (Naples)
Le Palais de la Bourse (italien : Palazzo della Borsa) est un palais monumental de Naples situé sur la piazza Giovanni Bovio, appelée par le passé piazza della Borsa et qui est encore parfois appelée par ce nom.

## Historique
Le Palais de la Bourse a été construit afin de loger les bureaux de la Camera di commercio, industria, artigianato e agricoltura. Il a été construit en 1895 et inauguré en 1899 sur un projet d'Alfonso Guerra (architecte) (it) et avec des fonds fournis en 1861 par le général Enrico Cialdini, lieutenant du roi Victor-Emmanuel II de Savoie.

## Description
Le palais est précédé par un escalier monumental dont les côtés sont ornés de deux groupes en bronze œuvres du sculpteur Luigi De Luca
Au niveau architectural, le palais est un édifice de style néo-Renaissance à trois étages.
Le palais, par la puissance de ses murs, a un aspect compact et lourd adouci par la présence de nombreuses colonnes.
L'édifice est le siège de deux banques et englobe l'église Sant'Aspreno al Porto.

## Sources
- (it) Cet article est partiellement ou en totalité issu de l’article de Wikipédia en italien intitulé « Palazzo della Borsa (Napoli) » (voir la liste des auteurs).